# Universale
Universale, dal latino universalem (in greco kathólou), composto da universum (l'universo, il tutto, l'interezza) e dal suffisso –alem, usato per indicare "che appartiene", è una parola che sta a significare nel senso più generale:
- ciò che appartiene in comune agli esseri di un insieme omogeneo; o, più specificatamente il genere, ghenos, (ad esempio mammifero) rispetto alla specie (per esempio: uomo, cavallo, cane, ecc.)

oppure in senso metafisico:
- l'essenza - eidos, ousia, idea - come caratteristica inscindibile da una molteplicità di esseri (per esempio: "razionale" rispetto agli uomini).

## La ricerca dell'universale

### Socrate
L'origine del problema filosofico dell'universale, secondo alcuni storici della filosofia, va rintracciato nella maieutica socratica con cui il filosofo greco, attraverso il continuo domandare ("che cos'è", in greco: ti estì) all'interlocutore quale fosse la definizione dell'argomento del dialogo (che cos'è la sapienza, la virtù, ecc.), mirava a cercare l'essenza universale per cui tutte le cose o azioni simili appartengono a una comune natura.

### Platone
Secondo Platone, le idee universali non sono elaborate dall'intelletto, ma esistono in una realtà soprasensibile chiamata Iperuranio, intuita in una vita precedente e ricordata in quella attuale mediante il processo della reminiscenza.

### Aristotele

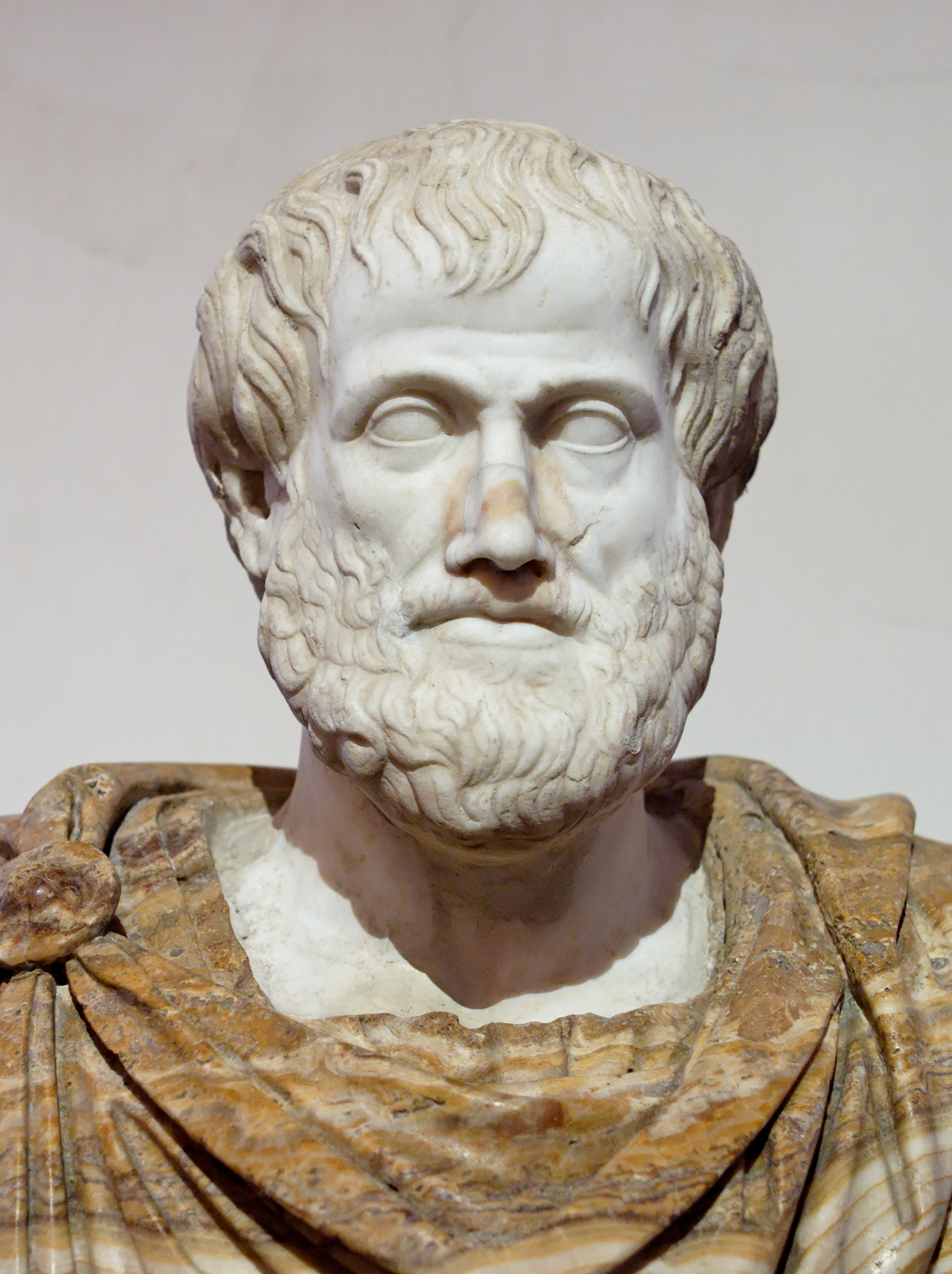
Busto di Aristotele

Aristotele vide nel dialogo socratico il tentativo di arrivare a quel procedimento induttivo attraverso il quale si astrae dalle cose ciò che esse hanno in comune e mettendo da parte le diversità si trova in questo modo ciò che le caratterizza per quello che esse sono.
Sia i cinici che Platone obiettarono al procedimento astrattivo aristotelico che non si possono individuare i particolari di una cosa (le orecchie, la criniera, la coda ad esempio di un cavallo) se questi non sono già riconosciuti come quei particolari che fanno parte di un insieme omogeneo (il cavallo). Tu già sai che quegli elementi (orecchie, criniera, ecc.) appartengono tutt'insieme, fanno parte essenziale della cosa (cavallo). Si potranno cioè identificare gli elementi essenziali (orecchie, ecc.), scartando quelli contingenti (ad esempio il colore), per rapportarli alla cosa (al cavallo) solo se preventivamente si conosce ciò che quei particolari hanno in comune, cioè la loro universale essenza.
In questo modo si poneva per la prima volta il problema della questione ontologica dell'universale, che esisterebbe nelle sue determinazioni universali (cavallo con orecchie, coda, criniera, ecc.) prima che esso assuma le sue connotazioni contingenti (colore, ecc.).

#### La questione ontologica dell'universale
Aristotele pensava di risolvere il problema affermando che l'universale (o concetto) è ciò che si attribuisce, si predica per natura nei confronti di una pluralità di enti; per natura, nel senso che la caratteristica dell'universalità deve necessariamente coincidere con l'essenza degli enti che si considerano e non con qualche loro caratteristica contingente, che può esserci o non esserci.
Ad esempio il fatto che la somma degli angoli interni di un triangolo sia equivalente a 180 gradi, a due angoli retti, noi lo riscontreremo in tutti i triangoli perché questa caratteristica appartiene per natura all'essenza (ousia) stessa del triangolo; se cioè la figura geometrica non realizzasse questa caratteristica (angoli interni uguale a due retti) il triangolo non esisterebbe.

Quindi, poiché questa (degli angoli interni, ecc.) è una determinazione universale che coincide con l'essenza stessa (del triangolo) allora noi possiamo applicarla ad ogni altro ente particolare (ai più diversi triangoli). Tutti i più diversi triangoli avranno come universale la caratteristica che gli angoli interni equivalgono a due retti.
Per Aristotele allora la scienza è sempre scienza dell'universale, essa non considera i particolari ma solo le caratteristiche universali che si rifanno all'essenza-sostanza, fondamento ontologico, della cosa studiata.
Ma cos'è la sostanza per Aristotele? Egli dice che non va intesa nella sua singola realtà materiale e potenziale ma che essa è forma in atto o meglio sinolo, unione indissolubile di forma e materia. La nostra capacità cioè di conoscere ad esempio l'universale triangolo nella più svariate configurazioni triangolari, per Aristotele, dipende dal fatto che il nostro intelletto è capace di identificare ciò che c'è di essenziale (forma) in quelle figure e trascurare gli aspetti accidentali (materia). Il nostro intelletto cioè ha la capacità di tradurre in atto, cogliere la forma geometrica, che è presente in potenza nella materialità di quelle figure.

#### L'universale nostraproduzioneo realtà ontologica?
Quindi appartiene all'attività dell'intelletto la capacità logica di cogliere l'universale, che a questo punto sarebbe solo una realizzazione logica. Ma – e qui risalta l'ambiguità del pensiero aristotelico – se noi possiamo elaborare, produrre l'universale, questo è possibile perché tutti i concetti, gli universali che noi ricaviamo dall'esperienza sensibile, nella quale questi sono contenuti in potenza, sono già presenti ab aeterno, da sempre, e in atto nella mente di Dio.
Quella forma geometrica del triangolo che io ricavo dagli oggetti triangolari con un passaggio dalla conoscenza potenziale alla conoscenza in atto, è già in atto, è una verità realizzata già nella mente di Dio. Allora l'universale è una nostra produzione intellettuale o una realtà nella mente di Dio?

## La scolastica
La scolastica medioevale tentò di chiarire quanto Aristotele aveva lasciato non risolto iniziando quel dibattito filosofico che fu chiamato Disputa sugli universali. Da essa si originarono le concezioni contrapposte del pensiero moderno, rappresentate dal nominalismo (per cui gli universali ricavati con il procedimento razionale dell'astrazione sono semplicemente simboli, nomi delle cose) e dal realismo (per il quale gli universali esistono per loro conto, sono il riflesso nelle cose e nell'interiorità dell'anima dell'uomo di quelle idee reali con cui Dio ha creato l'universo).
Una terza posizione era infine quella del concettualismo, secondo cui gli universali non hanno una realtà per sé stante ma non sono neppure dei semplici nomi, bensì delle formazioni autonome del nostro intelletto: esistono come processi mentali.

## Kant
La scoperta kantiana del trascendentale sembrò risolvere il problema di far convivere l'aspetto logico e ontologico dell'universale. L'universale infatti come categoria, come funzione trascendentale dell'intelletto, è un reale modo di operare del nostro intelletto, che però esiste e acquista senso e significato solo se viene applicato alla realtà empirica e fenomenica. 
L'universale, il concetto, avrebbe quindi la caratteristica di essere allo stesso tempo trascendente – essendo a priori, precedente alla realtà – e immanente, in quanto diviene vivo e operante solo entrando nella realtà fenomenica.
Rimane però, a detta dei critici della filosofia, la sostanziale formalità e astrattezza dell'universale kantiano, che si applica ai dati materiali ma questi gli preesistono, esistono per loro conto. Si potrebbe in questo senso inquadrare la soluzione kantiana nell'ambito del nominalismo scolastico, per cui l'universale è un astratto operare del nostro intelletto, un puro e semplice nome, negando l'oggettività dello spazio e del tempo.

## L'idealismo hegeliano
Nella soluzione hegeliana il termine 'universale' viene sostituito da quello dell'assoluto, espressione di un pensiero che pensa e crea. Il pensiero è cioè un'attività progressiva e infinita che nel produrre se stessa produce anche l'universale, il concetto (Enciclopedia delle scienze filosofiche, par. 20), che non è una mera astrazione dell'intelletto ma è l'attività di una ragione reale (o spirito infinito) che vive e fa tutt'uno con la realtà dialettica. Tutto ciò che è reale è razionale e tutto ciò che è razionale è reale.
J. H. Stirling riferendosi ad Hegel parlò di universale concreto: «Come Aristotele, aiutato da Platone, ha reso esplicito l'universale astratto che era implicito in Socrate, così Hegel, aiutato da Fichte e Schelling, ha reso esplicito l'universale concreto che era implicito in Kant».

## Neoidealismo
L'universale concreto è stato ripreso da Benedetto Croce, che lo ha storicizzato, considerandolo nella concretezza storica: l'universale, lo spirito, vive, opera e progredisce nella realtà storica. Al contrario quelli che la scienza ritiene siano universali, concetti, non sono altro che pseudoconcetti, validi tutt'al più come classificazioni utilitaristiche.
Quasi sullo stesso piano la concezione di Giovanni Gentile, per il quale l'universale non è una mera astrazione nei confronti dei concreti particolari ma è «quella universalità concreta che è unità di parte e tutto: la parte nel tutto e il tutto nella parte.».

Questa unità la realizza il pensiero stesso, che rende vivo ogni concreto contenuto riattualizzandolo al suo interno come una sua proprietà ideale, come un proprio pensato.

## Filosofia contemporanea
La filosofia contemporanea ha rifiutato, per i suoi sottintesi metafisici, la concezione dell'universale concreto, preferendo fare riferimento alla prassi (marxismo, pragmatismo) come fonte di quei significati e valori riconosciuti dalla collettività umana e in questo senso universali.
Il problema dell'universale astratto è oggi trattato soprattutto sotto l'aspetto logico, sia dal punto di vista formale (sintattica), sia da quello logico-linguistico (semiotica), sia rispetto all'uso concreto (pragmatica), in particolare nella teoria dei giochi di Wittgenstein.

## Universalea posterioried epistemologia contemporanea
Nella recente ricerca epistemologica è apparsa una nuova concezione dell'universale, principalmente per opera di autori come David Malet Armstrong e M. Tooley. La nozione di universale presentata da questi autori si distingue completamente da quella classica e anche da quella emersa con il romanticismo, per il fatto che l'universale, pur mantenendo alcune delle caratteristiche normalmente attribuite al concetto, ha un carattere rigorosamente a posteriori. In questa concezione l'esistenza dell'universale è del tutto indipendente da noi, in quanto soggetti che conosciamo, e denota il suo carattere di oggetto assoluto. In altre parole non è dato sapere a priori quali sono gli universali. Anzi, Armstrong propone addirittura il cosiddetto "Irish principle", secondo cui «se si riesce a dimostrare a priori che qualcosa cade sotto un certo predicato P, allora non esiste alcun universale corrispondente al predicato P». La nozione di universale a posteriori è stata particolarmente usata in relazione al concetto di "Legge di natura".